# Argentijns rugby sevensteam (mannen)
Het Argentijns rugby sevensteam is een team van rugbyers dat Argentinië vertegenwoordigt in internationale wedstrijden.
Het team speelt in lichtblauw en wit gestreepte shirts en kousen met een witte broek. 

## Wereldkampioenschappen
Argentinië heeft aan elk wereldkampioenschap deelgenomen. In 2009 werd de finale verloren van Wales.
- WK 1993: 9e
- WK 1997: 13e
- WK 2001:
- WK 2005: 5e
- WK 2009:
- WK 2013: 11e
- WK 2018: 5e
- WK 2022: 5e

## Olympische Zomerspelen
Argentinië werd derde op het Olympische Zomerspelen 2020.
- OS 2016: 6e
- OS 2020:
- OS 2024: 7e